# 1-й Далекосхідний фронт
Пе́рший Далекосхі́дний фронт — оперативно-стратегічне об'єднання Червоної армії з 5 серпня 1945 до 1 жовтня 1945 на Далекому Сході часів Другої світової війни.

## Історія
Сформований 5 серпня 1945 на підставі директиви Ставки ВГК від 2 серпня 1945 на базі Приморської групи військ у складі 1-ї Червонопрапорної, 5-ї, 25-ї, 35-ї і 9-ї повітряної армій, Чугуївської оперативної групи та 10-го механізованого корпусу.
Польове управління фронту сформоване на базі польового управління Карельського фронту. Війська 1-го Далекосхідного фронту розташовувалися в Примор'ї від станції Губерово до кордону з Кореєю.
З 9 серпня по 2 вересня 1945 фронт брав участь у стратегічній Маньчжурській операції на харбіно-гіринському напрямку. В результаті цієї операції війська 1-го Далекосхідного фронту у взаємодії із Забайкальським, 2-м Далекосхідним фронтами і Тихоокеанським флотом в умовах гірсько-тайгової місцевості прорвали укріплену смугу і розгромили війська японських 1-го і 17-го фронтів Квантунської армії, звільнивши ряд східних районів Маньчжурії, Ляодунський півострів і Корею до 38-ї паралелі.
1 жовтня 1945 на підставі директиви Ставки ВГК від 10 вересня 1945 фронт розформований, його польове управління реорганізоване в управління Приморського військового округу.

## Військові операції

### Стратегічна операція
- Манчжурська стратегічна наступальна операція 1945

### Фронтові та армійські операції
- Харбіно-Гіринська наступальна операція 1945

## Командувачі
- Маршал Радянського Союзу Мерецков К. П. (5 серпня — 1 жовтня 1945)
- Член військової ради:
  - генерал-полковник Штиков Т. Х. (весь період).
- Начальник штабу:
  - генерал-лейтенант Крутіков А. Н. (весь період).
- Командувач артилерією
  - генерал-полковник артилерії Дегтярьов Г. Є. (весь період)
- Командувач БТ і МВ
  - генерал-лейтенант танкових військ Кононов І. В. (весь період)